# Jalisco
Jalisco je jedna od 31 saveznih država Meksika,  smještena na zapadu središnjeg dijela Meksika. 
Graniči s državama Nayarit na sjeveroistoku, Zacatecas, Aguascalientes i San Luis Potosí na sjeveru, Guanajuato na istoku te s Colima i Michoacán na jugu. Na zapadu izlazi na Tihi Ocean. Ime ove države je spoj dvije riječi koje dolaze iz indijanskog jezika náhuatl: xalli, koja označava pijesak i ixco, koja označava mjesto, odnosno područje.
Jalisco je treća država po broju stanovnika u Meksiku (odnosno četvrta, ako se uzme u obzir México, D.F.), i jedna je od najvažnijih u pogledu gospodarskih, trgovačkih i kulturnih aktivnosti. Glavni grad države Jalisco je Guadalajara, druga aglomeracija Meksika (iza glavnog grada), koju čini njezino metropolitansko područje (zajedno s gradovima Juanacatlán, El Salto, Tlaquepaque, Tonalá Tlajomulco de Zúñiga, Ixtlahuacán del Río i Zapopan).

## Općine
- Acatic
- Acatlán de Juárez
- Ahualulco de Mercado
- Amacueca
- Amatitán
- Ameca
- Arandas
- Atemajac de Brizuela
- Atengo
- Atenguillo
- Atotonilco el Alto
- Atoyac
- Autlán de Navarro
- Ayotlán
- Ayutla
- Bolaños
- Cabo Corrientes
- Cañadas de Obregón
- Casimiro Castillo
- Chapala
- Chimaltitán
- Chiquilistlán
- Cihuatlán
- Cocula
- Colotlán
- Concepción de Buenos Aires
- Cuautitlán de García Barragán
- Cuautla
- Cuquío
- Degollado
- Ejutla
- EL Arenal
- El Grullo
- El Limón
- El Salto
- Encarnación de Díaz
- Etzatlán
- Gómez Farías
- Guachinango
- Guadalajara
- Hostotipaquillo
- Huejúcar
- Huejuquilla el Alto
- Ixtlahuacán de los Membrillos
- Ixtlahuacán del Río
- Jalostotitlán
- Jamay
- Jesús María
- Jilotlán de los Dolores
- Jocotepec
- Juanacatlán
- Juchitlán
- La Barca
- La Huerta
- La Manzanilla de la Paz
- Lagos de Moreno
- Magdalena
- Mascota
- Mazamitla
- Mexticacán
- Mezquitic
- Mixtlán
- Ocotlán
- Ojuelos de Jalisco
- Pihuamo
- Poncitlán
- Puerto Vallarta
- Quitupan
- San Cristóbal de la Barranca
- San Diego de Alejandría
- San Gabriel
- San Juan de los Lagos
- San Juanito de Escobedo
- San Julián
- San Marcos
- San Martín de Bolaños
- San Martín Hidalgo
- San Miguel el Alto
- San Sebastián del Oeste
- Santa María de los Ángeles
- Santa María del Oro
- Sayula
- Tala
- Talpa de Allende
- Tamazula de Gordiano
- Tapalpa
- Tecalitlán
- Techaluta de Montenegro
- Tecolotlán
- Tenamaxtlán
- Teocaltiche
- Teocuitatlán de Corona
- Tepatitlán de Morelos
- Tequila
- Teuchitlán
- Tizapán el Alto
- Tlajomulco de Zúñiga
- Tlaquepaque
- Tolimán
- Tomatlán
- Tonalá
- Tonaya
- Tonila
- Totatiche
- Tototlán
- Tuxcacuesco
- Tuxcueca
- Tuxpan
- Unión de San Antonio
- Unión de Tula
- Valle de Guadalupe
- Valle de Juárez
- Villa Corona
- Villa Guerrero
- Villa Hidalgo
- Villa Purificación
- Yahualica de González Gallo
- Zacoalco de Torres
- Zapopan
- Zapotiltic
- Zapotitlán de Vadillo
- Zapotlán del Rey
- Zapotlán el Grande
- Zapotlanejo